# Wes Craven's Chiller
Chiller (titlu original: Wes Craven's Chiller) este un film american de televiziune de groază din 1985 regizat de Wes Craven. Rolurile principale au fost interpretate de actorii Michael Beck, Beatrice Straight și Laura Johnson.

## Distribuție
- Michael Beck - Miles Creighton
- Beatrice Straight - Marion Creighton
- Laura Johnson - Leigh Kenyon
- Dick O'Neill - Clarence Beeson
- Alan Fudge - Dr. Stricklin
- Craig Richard Nelson - Dr. Collier
- Paul Sorvino - Reverend Penny
- Jill Schoelen - Stacey Creighton
- Anne Seymour - Mrs. Bunch
- Russ Marin - Dr. Sample
- Jerry Lacy - Jerry Burley
- Edward Blackoff - 2nd Technician
- Kenneth White - Technician #1
- Ned Wertimer - Mr. Hanna
- Wendy Goldman - Secretary
- Joseph Whipp - Detective
- Brian Libby - Orderly
- Karen Huie - Nurse #1
- Melanie F. Williams - Nurse #2
- Perla Walter - Night Nurse
- Starletta DuPois - Nurse
- Mimi Craven - Nurse Cooper
- Bill Dearth - Officer #1
- Roger Hampton - Officer #2
- Clare Torao - Newscaster (as Clare Nono)
- William Forward - Anesthesiologist